# 東貝瑟尼 (紐約州)
東貝瑟尼（英語：East Bethany）是位於美國紐約州傑納西縣的非建制地區。

## 歷史
東貝瑟尼的郵局自1825年營運至今。

## 地理
東貝瑟尼所處的海拔為高於海平面305米（即1001英呎），而該地所採用的時區為UTC-5，即北美东部时区（EST）。同時該地設有夏令時間，為UTC-5調快一小時，即UTC-4（EDT）。